# Simoides villipes
Simoides villipes är en tvåvingeart som först beskrevs av Friedrich Hermann Loew 1858.  Simoides villipes ingår i släktet Simoides och familjen blomflugor. Inga underarter finns listade i Catalogue of Life.